# Pósaháza
Pósaháza (ukránul: Pavsino [Павшино]) település Ukrajnában, Kárpátalján, a Munkácsi járásban.

## Fekvése
Munkácstól délnyugatra, Várpalánka és Várkulcsa közt fekvő település.

## Története
1910-ben 618 lakosából 29 magyar, 525 német, 63 ruszin volt. Ebből 515 római katolikus, 67 görögkatolikus, 20 izraelita volt.
A trianoni békeszerződés előtt Bereg vármegye Munkácsi járásához tartozott.